# Antoine Sibierski
Antoine Sibierski (ur. 5 sierpnia 1974 w Lille) – francuski piłkarz polskiego pochodzenia.
Ostatni mecz rozegrał 28 lutego 2009. Po zakończeniu kariery został agentem piłkarskim.
Ma żonę Isabelle, z którą ma dzieci: córkę Axelle i syna Alessandro. Jego druga córka Sibylle zmarła na początku 2010 w wieku 18 lat.

## Sukcesy
- Puchar Francji: 1999, 2000
- Superpuchar Francji: 1999
- Puchar Intertoto: 2006